# Грем (округ, Аризона)
Шаблон:StateAbbr_ 33°02′ пн. ш. 109°47′ зх. д. / 33.04° пн. ш. 109.78° зх. д.
Округ Грем (англ. Graham County) — округ (графство) у штаті Аризона. Ідентифікатор округу 04009.

## Історія
Округ утворений 1881 року.

## Демографія
За даними перепису
2000 року
загальне населення округу становило 33489 осіб, зокрема міського населення було 14862, а сільського — 18627.
Серед мешканців округу чоловіків було 17728, а жінок — 15761. В окрузі було 10116 домогосподарств, 7614 родин, які мешкали в 11430 будинках.
Середній розмір родини становив 3,47.
Віковий розподіл населення поданий у таблиці:
| Стать    | До 15 років | 15-21 | 22-29 | 30-39 | 40-49 | 50-65 | 65-85 | Понад 85 |
| -------- | ----------- | ----- | ----- | ----- | ----- | ----- | ----- | -------- |
| Чоловіки | 4274        | 2247  | 2224  | 2785  | 2288  | 2157  | 1612  | 141      |
| Жінки    | 4039        | 2154  | 1398  | 1907  | 1909  | 2122  | 1945  | 287      |

## Суміжні округи
- Навахо — північ
- Апачі — північ
- Грінлі — схід
- Кочіс — південь
- Піма — південний захід
- Пінал — захід
- Гіла — північний захід

## Виноски
1. ↑  American FactFinder. Бюро перепису населення США. Архів оригіналу за 21 травня 2008. Процитовано 31 січня 2008.